# David Vržogić
David Vržogić (* 10. August 1989 in Wuppertal) ist ein ehemaliger deutscher Profi-Fußballspieler.

## Karriere

### Vereine
Vržogić, dessen Eltern aus Serbien stammen, spielte zunächst für den in seinem Geburtsort ansässigen TuS Grün-Weiß Wuppertal. Im Jahre 1998 gelangte er in die Jugendabteilung von Borussia Dortmund, durchlief dort alle Jugendmannschaften und gehörte von 2006 bis 2010 dem erweiterten Profikader an. Er absolvierte ausschließlich Spiele für die zweite Mannschaft; zunächst in der Regionalliga Nord, in der er am 4. August 2006 (1. Spieltag) beim 0:0 im Heimspiel gegen Kickers Emden debütierte, später in der Regionalliga West und in der Saison 2009/10 in der 3. Liga. In dieser debütierte er am 25. Juli 2009 (1. Spieltag) bei der 3:4-Niederlage im Auswärtsspiel gegen Wacker Burghausen.
2010/11 war er eine Saison lang als Stammspieler für den Zweitliga-Absteiger Rot Weiss Ahlen aktiv. Zur Saison 2011/12 verpflichtete ihn der Drittliga-Absteiger FC Bayern München II für die Regionalliga Süd. Zur Saison 2014/15 wechselte Vržogić zum Zweitligaabsteiger Dynamo Dresden.
Zur Saison 2015/16 wechselt er zum Viertligisten Alemannia Aachen in die Regionalliga West, für den er am 8. August 2015 (2. Spieltag) beim 1:1 im Heimspiel gegen Borussia Mönchengladbach II debütierte. Nach Ablauf der Spielzeit 2015/16 plante man in Aachen nicht mehr Vržogić. Bis dahin hatte er 20 Ligaspiele in der Regionalliga West absolviert.
Im August 2016 wechselte er in die Regionalliga Nord zum SV Meppen. Mit dem 4:1-Sieg im Heimspiel gegen den Hamburger SV II am 30. April 2017 (31. Spieltag) steht er mit seiner Mannschaft rechnerisch als Meister der Regionalliga Nord fest. Mit dem Ende der Drittliga-Saison 2019/20 beendete Vržogić beim SV Meppen seine Profikarriere.
Zur Saison 2020/21 erhielt der Verteidiger beim niedersächsischen Bezirksligisten ASC Grün-Weiß Wielen einen Amateurvertrag. Mit dem 1. März 2022 beendete er seine Karriere.

### Nationalmannschaft
Vržogić gehörte von 2004 bis 2008 regelmäßig zum Kader der Auswahlmannschaften des Deutschen Fußball-Bundes. 2006 nahm er als Linksverteidiger mit der U-17-Nationalmannschaft an der vom 3. bis 14. Mai in Luxemburg ausgetragenen Europameisterschaft teil, bestritt fünf Turnierspiele und bildete bis zum Spiel um Platz 3 mit Björn Kopplin, Christopher Schorch und Florian Jungwirth die Viererkette. In seinen 36 Juniorenländerspielen gelangen ihm zwei Länderspieltore.

## Erfolge
- Meister der Regionalliga Nord 2017 und Aufstieg in die 3. Liga (mit dem SV Meppen)

## Nach der Karriere
Im Oktober 2023 wurde Vržogić Sportlicher Leiter beim SV Meppen. Heiner Beckmann, Sportvorstand des SV Meppen, erklärte seinerzeit: „David bringt aus seiner aktiven Zeit viel Erfahrung und große fußballerische Kompetenz mit. Zudem besitzt er ein riesiges Netzwerk. Wir haben mit mehreren Kandidaten gesprochen, aber David hat uns letztlich auf voller Linie überzeugt.“

## Sonstiges
Vržogić ist seit 2013 mit der Immobilienmaklerin Helen Weersmann verheiratet. Im September 2015 kam die gemeinsame Tochter zur Welt.